# Zostań, jeśli kochasz
Zostań, jeśli kochasz (ang. If I Stay) – amerykański melodramat z 2014 roku w reżyserii R. J. Cutlera, wyprodukowany przez wytwórnię Warner Bros. Pictures. Film powstał na podstawie powieści o tym samym tytule autorstwa Gayle Forman. Główne role w filmie zagrali Chloë Grace Moretz, Mireille Enos, Jamie Blackley i Joshua Leonard.
Premiera filmu odbyła się 22 sierpnia 2014 w Stanach Zjednoczonych. Miesiąc później, 12 września, obraz trafił do kin na terenie Polski.

## Fabuła
Nastoletnia wiolonczelistka Mia Hall (Chloë Grace Moretz) ma kochających rodziców – Kathleen (Mireille Enos) i Dennisa (Joshua Leonard), talent i karierę muzyczną przed sobą. Z niecierpliwością czeka na informację, czy została przyjęta na prestiżową uczelnię. Dziewczyna może liczyć na wsparcie chłopaka w którym jest zakochana – grającego w kapeli rockowej Adama Wilde. Pewnego dnia Mia jedzie samochodem z rodziną do dziadków. Podczas podróży ulegają poważnemu wypadkowi. Kiedy Hall odzyskuje przytomność, z przerażeniem odkrywa, że jej okaleczone ciało jest właśnie przewożone do szpitala, natomiast ona znajduje się w stanie zawieszenia pomiędzy życiem a śmiercią. Osamotniona, pełna rozterek nastolatka musi podjąć trudną decyzję – zawalczyć o powrót do świata, który zna, czy odejść.

## Obsada
- Chloë Grace Moretz jako Mia Hall
- Jamie Blackley jako Adam Wilde
- Mireille Enos jako Kathleen „Kat” Hall
- Joshua Leonard jako Dennis „Denny” Hall
- Stacy Keach jako dziadek
- Aisha Hinds jako pielęgniarka Ramirez
- Lauren Lee Smith jako Willow
- Liana Liberato jako Kim Schein
- Aliyah O'Brien jako sanitariuszka pogotowia ratunkowego
- Jakob Davies jako Theodore „Teddy” Hall

## Odbiór

### Krytyka
Film Zostań, jeśli kochasz spotkał się z mieszaną reakcją krytyków. W serwisie Rotten Tomatoes 35% ze stu trzydziestu dwóch recenzji filmu jest pozytywne (średnia ocen wyniosła 4,9 na 10). Na portalu Metacritic średnia ocen z 36 recenzji wyniosła 46 punktów na 100.

### Nagrody i nominacje
| Rok  | Miejsce                    | Nagroda               | Kategoria                   | Odbiorcy i nominowani | Wynik     |
| ---- | -------------------------- | --------------------- | --------------------------- | --------------------- | --------- |
| 2015 | People’s Choice Award 2015 | Kryształowa Statuetka | Ulubiona aktorka w dramacie | Chloë Grace Moretz    | wygrana   |
| 2015 | People’s Choice Award 2015 | Kryształowa Statuetka | Ulubiony dramat             | Zostań, jeśli kochasz | nominacja |
| 2015 | Teen Choice Awards 2015    | Teen Choice           | Ulubiony dramat kinowy      | Zostań, jeśli kochasz | wygrana   |
| 2015 | Teen Choice Awards 2015    | Teen Choice           | Ulubiona aktorka dramatu    | Chloë Grace Moretz    | wygrana   |